# Bryconamericus
Bryconamericus is een geslacht van straalvinnige vissen uit de familie van de karperzalmen (Characidae). De wetenschappelijke naam werd voor het eerst geldig gepubliceerd door Carl H. Eigenmann in 1907.
De  soorten uit dit geslacht komen voor in zoetwaterecosystemen in Zuid- en Midden-Amerika, aan beide zijden van het Andesgebergte.
Het zijn vrij kleine vissen; het type-specimen van Bryconamericus exodon uit Paraguay is 45 mm lang.

## Soorten
- Bryconamericus agna Azpelicueta & Almirón, 2001
- Bryconamericus alfredae C. H. Eigenmann, 1927
- Bryconamericus andresoi Román-Valencia, 2003
- Bryconamericus arilepis Román-Valencia, Vanegas-Ríos & Ruiz-C., 2008
- Bryconamericus bolivianus N. E. Pearson, 1924
- Bryconamericus bucayensis Román-Valencia, Ruiz-C., Taphorn & García-Alzate, 2013
- Bryconamericus caldasi Román-Valencia, Ruiz-C., Taphorn & García-Alzate, 2014
- Bryconamericus carlosi Román-Valencia, 2003
- Bryconamericus charalae Román-Valencia, 2005
- Bryconamericus cismontanus C. H. Eigenmann, 1914
- Bryconamericus diaphanus (Cope, 1878)
- Bryconamericus ecai J. F. P. da Silva, 2004
- Bryconamericus ecuadorensis Román-Valencia, Ruiz-C., Taphorn, Jiménez-Prado & García-Alzate, 2015
- Bryconamericus eigenmanni (Evermann & Kendall, 1906)
- Bryconamericus exodon C. H. Eigenmann, 1907
- Bryconamericus foncensis Román-Valencia, Vanegas-Ríos & Ruiz-C., 2009
- Bryconamericus grosvenori C. H. Eigenmann, 1927
- Bryconamericus guizae Román-Valencia, 2003
- Bryconamericus guyanensis Zarske, Le Bail & Géry, 2010
- Bryconamericus huilae Román-Valencia, 2003
- Bryconamericus hyphesson C. H. Eigenmann, 1909
- Bryconamericus icelus Dahl, 1964
- Bryconamericus ichoensis Román-Valencia, 2000
- Bryconamericus iheringii (Boulenger, 1887)
- Bryconamericus ikaa Casciotta, Almirón & Azpelicueta, 2004
- Bryconamericus indefessus (Mirande, G. Aguilera & Azpelicueta, 2004)
- Bryconamericus lambari L. R. Malabarba & Kindel, 1995
- Bryconamericus lassorum Román-Valencia, 2002
- Bryconamericus leptorhynchus (J. F. P. da Silva & L. R. Malabarba, 1996)
- Bryconamericus lethostigmus (A. L. Gomes, 1947)
- Bryconamericus macarenae Román-Valencia, García-Alzate, Ruiz-C. & Taphorn, 2010
- Bryconamericus macrophthalmus Román-Valencia, 2003
- Bryconamericus megalepis Fowler, 1941
- Bryconamericus mennii Miquelarena, Protogino, Filiberto & H. L. López, 2002
- Bryconamericus microcephalus (A. Miranda-Ribeiro, 1908)
- Bryconamericus motatanensis L. P. Schultz, 1944
- Bryconamericus multiradiatus Dahl, 1960
- Bryconamericus novae C. H. Eigenmann & Henn, 1914
- Bryconamericus orinocoense Román-Valencia, 2003
- Bryconamericus ornaticeps Bizerril & Peres-Neto, 1995
- Bryconamericus oroensis Román-Valencia, Ruiz-C., Taphorn & García-Alzate, 2013
- Bryconamericus osgoodi C. H. Eigenmann & W. R. Allen, 1942
- Bryconamericus pachacuti C. H. Eigenmann, 1927
- Bryconamericus patriciae J. F. P. da Silva, 2004
- Bryconamericus phoenicopterus (Cope, 1872)
- Bryconamericus pinnavittatus D'Agosta & Netto-Ferreira, 2015
- Bryconamericus pyahu Azpelicueta, Casciotta & Almirón, 2003
- Bryconamericus rubropictus (C. Berg, 1901)
- Bryconamericus singularis Román-Valencia, Taphorn & Ruiz-C., 2008
- Bryconamericus subtilisform Román-Valencia, 2003
- Bryconamericus sylvicola Braga, 1998
- Bryconamericus tenuis Bizerril & P. M. C. Araújo, 1992
- Bryconamericus tolimae C. H. Eigenmann, 1913
- Bryconamericus turiuba Langeani, Z. M. S. de Lucena, Pedrini & Tarelho-Pereira, 2005
- Bryconamericus uporas Casciotta, Azpelicueta & Almirón, 2002
- Bryconamericus yokiae Román-Valencia, 2003
- Bryconamericus ytu Almirón, Azpelicueta & Casciotta, 2004
- Bryconamericus zamorensis Román-Valencia, Ruiz-C., Taphorn & García-Alzate, 2013

## Taxonomie
Volgens Thomaz et al. (2015) omvatte Bryconamericus 78 soorten, die tot het geslacht werden gerekend op basis van uiterlijke kenmerken zoals het aantal tanden op de maxilla. Maar uit fylogenetisch onderzoek bleek dat het geslacht niet monofyletisch was. Onder meer een soortengroep uit Midden-Amerika en het noorden van Zuid-Amerika vormde een aparte clade, die ze in het geslacht Eretmobrycon onderbrachten (Eretmobrycon was eerder als synoniem van Bryconamaricus beschouwd); dit ging om de soorten B. bayano, B. brevirostris, B. dahli, B. emperador, B. gonzalezi, B. miraensis, B. peruanus, B. scleroparius en B. terrabensis, en mogelijk ook B. guaytarae en B. simus. Een vijftal andere soorten plaatsten ze in het geslacht Hemibrycon. De clade Bryconamericus sensu stricto omvatte dan nog de soorten:
- Bryconamericus exodon (de typesoort)
- Bryconamericus iheringii
- Bryconamericus ikaa
- Bryconamericus indefessus
- Bryconamericus leptorhynchus
- Bryconamericus lethostigmus
- Bryconamericus microcephalus
- Bryconamericus patriciae
- Bryconamericus rubropictus
- Bryconamericus uporas

en waarschijnlijk ook (maar niet onderzocht in de studie):  Bryconamericus agna, Bryconamericus ecai, Bryconamericus eigenmanni, Bryconamericus lambari, Bryconamericus mennii, Bryconamericus ornaticeps, Bryconamericus pyahu, Bryconamericus sylvicola, Bryconamericus tenuis, Bryconamericus turiuba, Bryconamericus ytu, Hypobrycon maromba en Hypobrycon poi.
Daarnaast bleven nog een 35-tal Bryconamericus-soorten over die niet onderzocht waren en die als incertae sedis ingedeeld werden.